# Slag bij Cheat Mountain
De Slag bij Cheat Mountain of de Slag bij Cheat Summit Fort vond plaats tussen 12 september en 15 september 1861 in Pocahontas County, Virginia (heden West Virginia) tijdens de Amerikaanse Burgeroorlog.

## De slag
Dit was het eerste offensief van generaal Robert E. Lee. Lee plande een tweevoudige aanval op de posities van kolonel Nathan Kimball bij Cheat Mountain enerzijds en op de posities van brigadegeneraal Joseph J. Reynolds bij Elk Water anderzijds. Er werden ongeveer 4.500 manschappen ingezet om Cheat Summit te veroveren. De Noordelijken hadden 1.800 verdedigers. De aanvalsroutes van de drie Zuidelijke brigades was slecht gecoördineerd. Mist, regen, moeilijk terrein en dichte bebossing bemoeilijkten het zicht. Hierdoor vielen de verschillende brigades de Noordelijke posities aan onafhankelijk van elkaar. De Noordelijken echter kenden het terrein zeer goed. Twee verkenningsaanvallen en misleidende informatie van gevangen Noordelijken was genoeg om de Zuidelijke kolonel Albert Rust en brigadegeneraal Samuel R. Anderson ervan te overtuigen dat ze tegenover een geweldige overmacht stonden. Ze trokken hun 3.000 soldaten terug. In realiteit stonden ze tegenover 300 Noordelijke soldaten binnen goed verdedigbare stellingen.
Bij Elk Water stond generaal Joseph J. Reynolds tegenover drie Zuidelijke brigades. Hij had zijn positie goed versterkt. Nadat kolonel John A. Washington gesneuveld was na een verkenningstocht van de Noordelijke rechterflank, werd de Zuidelijke aanval niet ingezet. Reynolds stuurde twee regimenten vanuit Elk Water naar de ‘zogenaamde’ belegerde collega’s bij Cheat Summit. Toen deze regimenten arriveerden, bleken ze overbodig te zijn.
Lee blies de aanval af en trok zich terug naar Valley Mountain op 17 september. Ondertussen plande Reynolds een offensief tegen de Zuidelijken eenheden bij Greenbrier River.

## Gevolgen
In oktober hernieuwde Lee de operaties tegen Sewell Mountain in West Virginia. De operatie werd stilgelegd wegens geberk aan voorraden en door een slechte communicatie. Lee werd terug geroepen naar Richmond. Zijn eerste campagne was niet echt een succes.